# Boxtel
|  | Per a altres significats, vegeu «Jan van Boxtel». |

Boxtel és un municipi a la província del Brabant del Nord, al sud dels Països Baixos. L'1 de gener del 2019 tenia 30.747 habitants repartits sobre una superfície de 64,77 km² (dels quals 1,08 km² corresponen a aigua). Limita al nord amb Haaren, Vught i Sint-Michielsgestel, a l'oest amb Oisterwijk, a l'est amb Sint-Oedenrode i al sud amb Oirschot i Best.

## Nuclis
- Den Berg
- De Vorst
- Hal
- Kasteren
- Kinderbos
- Langenberg
- Luissel
- Nergena
- Roond
- Tongeren
- Vrilkhoven
- Hezelaar
- Selissen